# 台中不敬事件

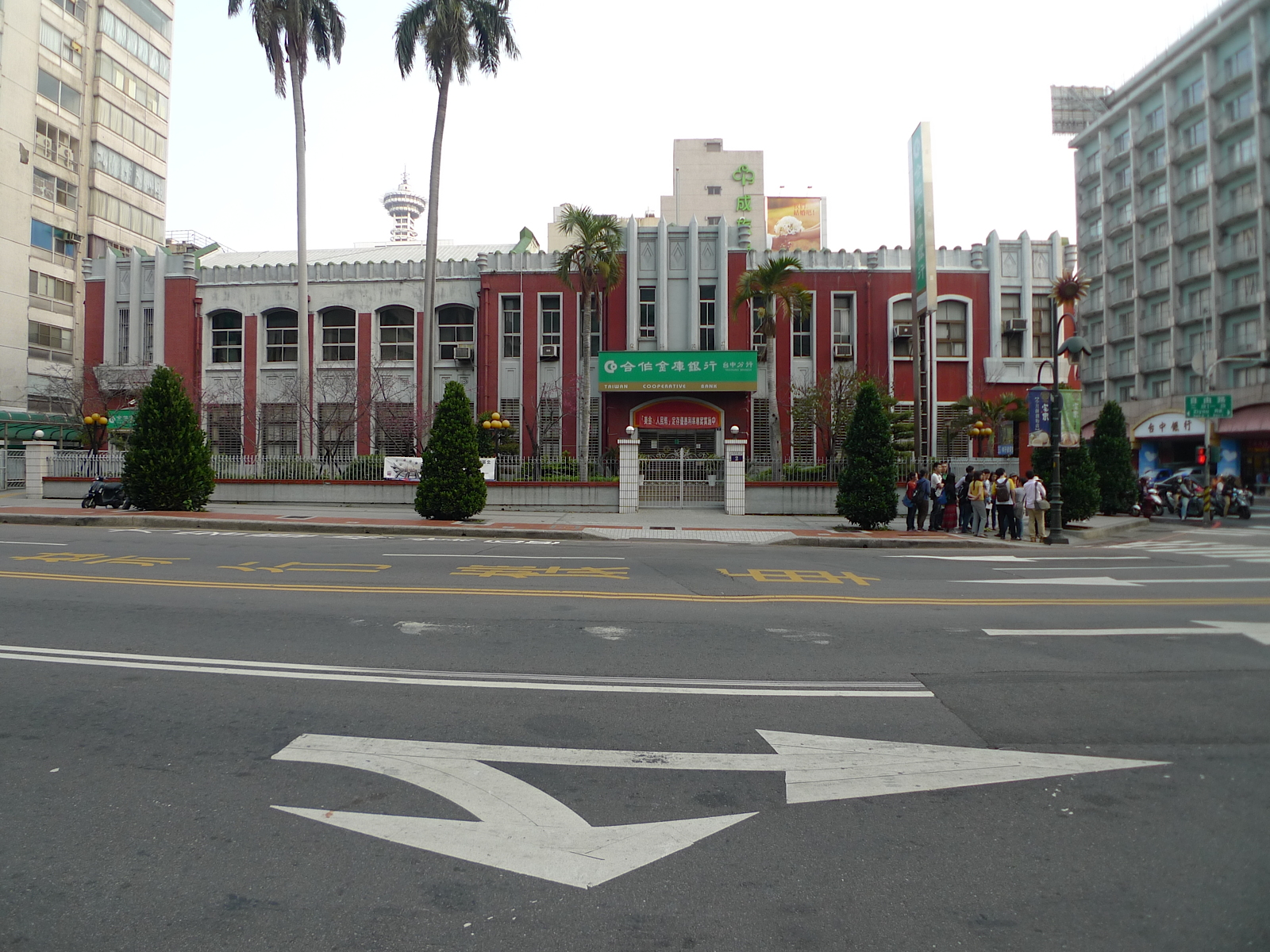
台中不敬事件發生地點：臺中州立圖書館前，今為合作金庫商業銀行台中分行

台中不敬事件又稱趙明河事件，指朝鲜独立运动家趙明河、暗殺日本皇族未遂的行為。發生於1928年（昭和3年）5月14日。

## 過程
以大日本帝國陸軍檢閱使身分來臺灣訪問的久邇宮邦彥王巡視臺中州時，在臺中州立圖書館（現在合作金庫銀行臺中分行）前的行道樹下，被在台朝鮮人趙明河以短刀行刺，事敗，趙旋即被捕。台湾总督府高等法院上告部于同年7月18日按《日本刑法》第75条（對皇族危害罪）以及第54條（一個行為觸數個罪名或犯罪手段或結果之行為而他罪名時以其最重刑處斷）殺人未遂判处趙死刑，同年10月10日執行。臺灣總督上山滿之進、總務長官後藤文夫、警務局長本山文平、台中州知事佐藤續等人為該事件在同年6月至7月間相繼引咎辭職。

## 争议
日文的官方說法称久迩宫邦彦王无伤。韩国国际广播电台則称久迩宫邦彦王被毒刀刺伤深受影響以致在次年去世。